# Wladimir de Toledo Piza
Wladimir de Toledo Piza (Serra Negra, 25 de dezembro de 1905 — Serra Negra, 17 de outubro de 1999) foi um médico, escritor e político brasileiro. Foi prefeito de São Paulo, deputado estadual, presidente da Vasp e diretor do Banespa.

## Carreira
Médico pediatra, diplomado pela Universidade do Brasil. Apesar da brilhante carreira na Medicina, logo esta passou para segundo plano, quando foi despertada sua vocação política.
Foi deputado estadual pelo PTB entre 1951 e 1955 e candidato a governador do Estado de São Paulo em 1954. Elegeu-se vice-prefeito da Capital em 1955 e assumiu a prefeitura em 13 de abril de 1956 em razão da renúncia do prefeito Lino de Matos.
Como Prefeito do Município de São Paulo, tomando conhecimento da falta de vagas para crianças em idade escolar, criou as Escolas Primárias Municipais, rompendo com o Convênio Escolar que a prefeitura mantinha com o Governo estadual e implantou 2.000 escolas em um ano. Para viabilizar o orçamento as construiu em madeira, por serem de rápida execução e de baixo custo e adaptou outras, precariamente, em garagens e associações de bairro, visando atender a demanda - anos depois elas ganhariam prédios definitivos.
É também de sua iniciativa a construção do planetário, no parque do Ibirapuera, fato que modernizou os estudos de astronomia, principalmente para as crianças - sua constante preocupação de pediatra.
Iniciou o saneamento financeiro da CMTC (Companhia Municipal de Transportes Coletivos), melhorando, paralelamente, a sua frota com a compra de 75 troleibus usados, da cidade de Denver, nos E.U.A. Esses veículos embora não fossem novos, encontravam-se plenamente conservados e operacionais, o que permitiu grande economia ao erário municipal.
Ainda em sua gestão, lançou concorrência internacional para um anteprojeto que visava a implantação de um sistema de metrô na cidade, vencida pela construtora alemã Alweg e concluiu a polemica reforma da avenida Celso Garcia.
Sua atuação politica foi de repercussão nacional, como nos episódios que envolveram a morte de Getúlio Vargas – de quem ele fora amigo – impedindo que se instalasse a ditadura. Como o foi, igualmente, no movimento liderado pelo general Teixeira Lott para garantir a posse de Juscelino Kubitschek; conforme relato do eng. Adriano Murgel Branco em seu site.
Foi autor de vários livros sobre medicina pediátrica, economia e ciência politica. Alguns deles: Livro das mãezinhas, O Dinheiro do Brasil e Por quem morreu Getulio Vargas.

## Vida pessoal
Filho de Franklin de Toledo Piza - que, pela lei 1501, de 17 de novembro de 1916, foi nomeado o primeiro Delegado Geral de Polícia de São Paulo e posteriormente, primeiro Diretor da Penitenciaria do Estado, Diretor Geral da Escola de Polícia e membro do Conselho Consultivo do Estado de São Paulo - e de Alcina Pimentel de Toledo Piza. Por sua mãe, sobrinho neto de Damazio Pires Pimentel, prefeito de Amparo/SP de 1897 a 1899.
Wladimir morreu aos 93 anos em Serra Negra devido a problemas cardíacos.